# Уша (притока Німану)
Уша (біл. Уша)  — річка в Білорусі, у Несвізькому й Корелицькому районах Мінської й Гродненської областей. Ліва притока Німану (басейн Балтійського моря).

## Опис
Довжина річки  105 км, площа басейну 1220 км². Формується з багатьох приток та безіменних струмків.

## Розташування
Бере початок на північно-східній околиці села Качановичі приблизно на відстані 5 км від міста Несвіж. Тече переважно на північний захід у межах Мінської й Гродненської областей.
Уша впадає у річку Німан біля села Яремчі Корелицького району.
Основні притоки: Липка, Городниця, Берестянка, Мирянка (праві); Сновка, Ішкольд, Дзвея, Цетранка (ліві).
Населені пункти вздовж берегової смуги: Городея, Славково, Альба, Альб'янка, Карцевичі, Малево, Еськовичі, Крутий Берег, Студенки, Стовпище, Макаші, Ішкольд, Велика Медв'ядка, Великі Жуховичі, Малі Жуховичі, Кожево, Радунь.